# HMS C10
HMS C10 – brytyjski okręt podwodny typu C. Zbudowany w latach 1906–1907 w Vickers w Barrow-in-Furness. Okręt został wodowany 15 marca 1907 roku i rozpoczął służbę w Royal Navy 13 lipca 1907 roku. 
W 1914 roku C10 stacjonował w Ardrossan przydzielony do Dziewiątej Flotylli Okrętów Podwodnych (9th Submarine Flotilla) pod dowództwem Lt. Cromwell H. Varleya. 
Okręt został sprzedany w lipcu 1922 roku i zezłomowany.